# جون إف. هاريس
جون إف. هاريس (بالإنجليزية: John F. Harris)‏ هو صحفي وصحفي سياسي أمريكي، ولد في 9 نوفمبر 1963 في الولايات المتحدة.

## وصلات خارجية
- جون إف. هاريس على موقع إن إن دي بي (الإنجليزية)